# Papilio palinurus
Papilio palinurus е дневна пеперуда от семейство Лястовичи опашки (Papilionidae).

## Описание
Размахът на крилете е 8 - 10 cm. Основният им фон е черен с широки зелени ивици и очи. Задните криле завършват с удължение.

## Хранене
Ларвите на пеперудите се хранят с растения от род Euodia.

## Разпространение
Пеперудите се срещат на Филипините, Индия, Бирма, Малайзия, Индонезия.

## Класификация
Известни са следните подвидове със съответен ареал на обитание:
- Papilio palinurus palinurus – Бирма, Малайзия, Борнео
- Papilio palinurus auffenbergi (Bauer & Frankenbach, 1998) – Индонезия
- Papilio palinurus nymphodorus (Fruhstorfer) – остров Базилан.
- Papilio palinurus adventus (Fruhstorfer) – остров Ниас, Индонезия.
- Papilio palinurus daedalus (C. & R. Felder, 1861) – Филипини.
- Papilio palinurus angustatus (Staudinger, 1888) – остров Палаван, Филипини.